# Concarnes concavus
Concarnes concavus är en kräftdjursart som först beskrevs av Robert Alan Shoemaker 1933.  Concarnes concavus ingår i släktet Concarnes och familjen Lysianassidae. Inga underarter finns listade i Catalogue of Life.